# María Rosa Díaz
María Rosa Díaz de Vazquez (sinh ngày 28 tháng 2 năm 1953, Firmat) là một chính trị gia người Argentina, được bầu vào ARI, là nghị sĩ trong Thượng viện Argentina đại diện cho tỉnh Tierra del Fuego.
Là một giáo viên, Díaz chuyển đến Tierra del Fuego vào năm 1987. Bà bắt đầu giảng dạy ở Ushuaia vào năm 1990, làm việc cho đến khi nghỉ hưu vào năm 2007. Từ tháng 12 năm 2001 đến tháng 12 năm 2004, bà là thành viên của ban giám đốc của viện an sinh xã hội tỉnh (IPAUSS). Bà đã từng giữ chức phó quốc gia năm 2005 và được bầu làm Thượng nghị sĩ năm 2007, nhậm chức vào tháng 12 năm đó.
Là một phần của việc xây dựng một liên minh rộng lớn hơn trước cuộc bầu cử năm 2007, nhà lãnh đạo của ARI Elisa Carrió, đã tìm đến các nhân vật trung tâm như Patricia Bullrich và María Eugenia Estenssoro. Điều này đã gây tranh cãi trong hàng ngũ ARI và một số nhà lập pháp quốc gia đã thành lập một khối riêng gọi là ARI tự trị trong Quốc hội. Vào tháng 5 năm 2008, khối này, do Eduardo Macaluse dẫn đầu, tuyên bố rằng họ đang thành lập một đảng mới, Đoàn kết và Bình đẳng (Solidaridad e Igualdad Sí). Díaz cũng xuất hiện trong buổi ra mắt Sí, mặc dù bà không chính thức tham gia. Tuy nhiên, bà cũng không tham gia khối Liên minh dân sự, ngồi trong một khối ARI.
Đầu năm 2009, chính trị Argentina đã chứng kiến căng thẳng gia tăng, với sự đào tẩu khỏi Mặt trận cầm quyền Chiến thắng và tranh luận gay gắt về đề xuất của Tổng thống để tiến hành bầu cử lập pháp trong vài tháng. Carrió là một trong những người dẫn đầu phe đối lập với động thái này và đã có suy đoán Quốc hội sẽ bỏ phiếu chống lại các đề xuất. Tuy nhiên, trong một động thái bất ngờ, María Rosa Díaz và đồng nghiệp của bà, ông Jose Martínez, đã tuyên bố vào tháng 3 năm 2009 rằng họ sẽ hỗ trợ Chính phủ và hoàn toàn rời khỏi ARI. Tuy nhiên, họ sẽ tiếp tục hỗ trợ Fabiana Ríos, thống đốc ARI của Tierra del Fuego. Họ được trích dẫn khi nói rằng ARI không còn đại diện cho quan điểm và ý tưởng của họ và rằng "Chúng tôi cho rằng sự phản đối, vì lợi ích của phe đối lập, trái với nhiệm vụ vì công chúng mà chúng tôi có trách nhiệm".